# Baldinger Straße 37 (Nördlingen)

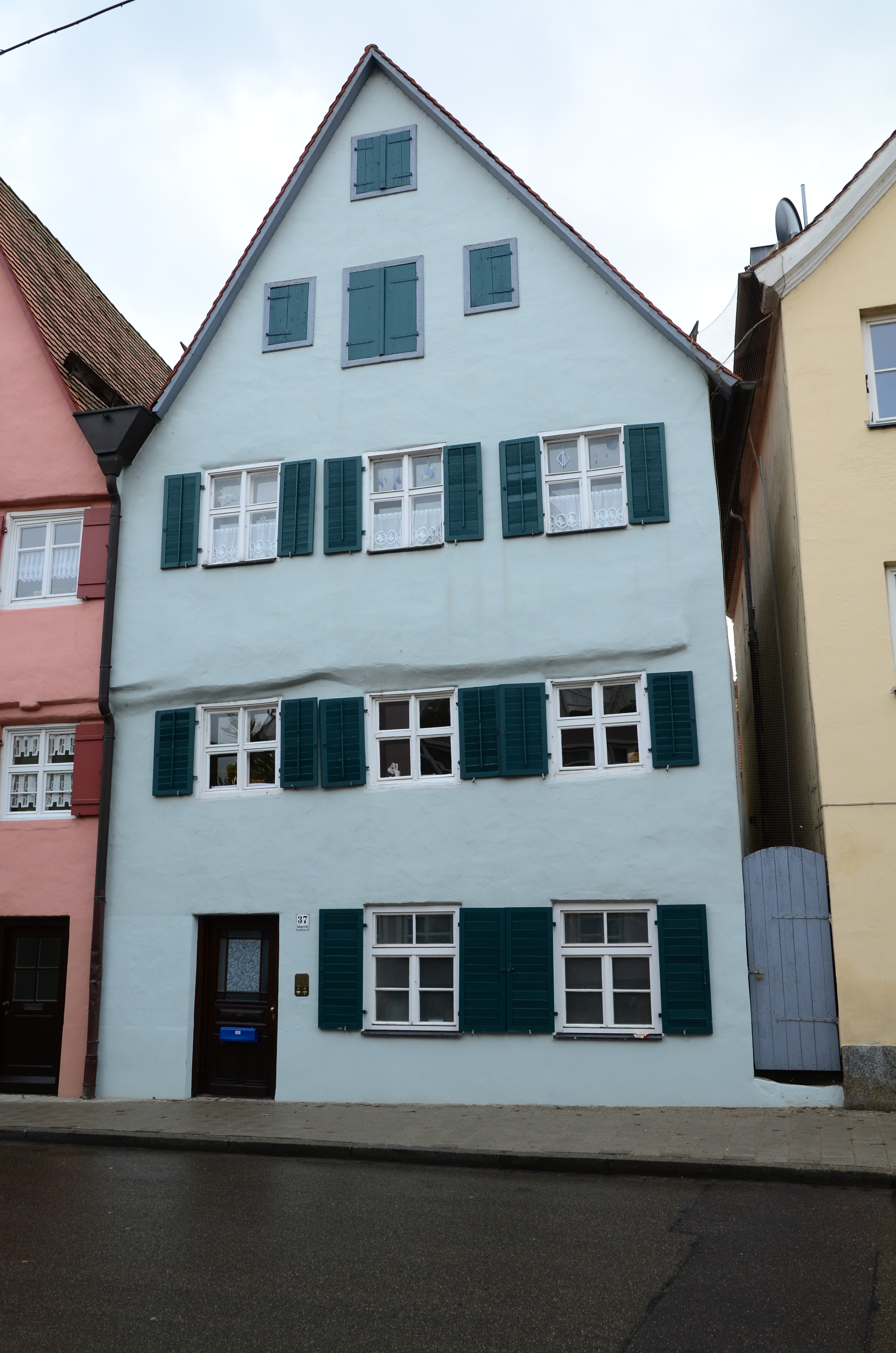
Fachwerkhaus Baldinger Straße 37 in Nördlingen

Das Gebäude Baldinger Straße 37 in Nördlingen, einer Stadt im schwäbischen Landkreis Donau-Ries in Bayern, wurde um 1500 errichtet. Das Fachwerkhaus ist ein geschütztes Baudenkmal.
Das Wohnhaus  ist ein dreigeschossiger, verputzter Fachwerkbau mit Satteldach und leicht vorkragendem Obergeschoss. Das Dachwerk mit liegendem Stuhl und verblatteten Holzverbindungen ist typisch für die Erbauungszeit. 
Im ersten Obergeschoss wurden bei der Renovierung figürliche Wandmalereien des 17. Jahrhunderts entdeckt, die Hufschmiede bei der Arbeit zeigen, weshalb man annehmen kann, dass das Gebäude als Schmiede genutzt wurde.
Der hofseitige Altan wurde im späten 17. Jahrhundert angebaut.